# Королівський монастир Сан-Мільян-де-Юсо
Королівський монастир Сан-Мільян-де-Юсо (ісп. Yuso — «внизу») розташований у Північній Іспанії. Заснований в XI столітті на лівому березі річки Карденас, що біля містечка Сан-Мільян-де-ла-Коголья . З 1997 року разом з іншим монастирем Сан-Мільян-де-Сусо (ісп. Suso — «вгору») внесений до списку всесвітньої спадщини ЮНЕСКО .
Зараз монастир Сан-Мільян-де-Юсо славиться цінною бібліотекою та унікальними методами зберігання найдавніших фоліантів у світі.

## Історія
У середині VI століття святий Мільян заснував скит у місцевості, тепер відомій як Сусо.
За життя святого було збудовано церкву в вестготському стилі. У наступному столітті церкву розширили. Неподалік жили відчужені ченці, які згодом заснувати власну спільноту, а також паломники. Домівкою для останніх стали тамтешні печери.
Храм перебудували у 929 р. — під час правління короля Леону Гарсія I, у мосарабському стилі на королівські пожертвування. Опісля храм був пошкоджений внаслідок пожежі на початку XI століття.
Втім, наваррський король Гарсія III в 1053 році наказав звести монастир в Юсо. До робіт приступили наступного року, розпочавши з церкви.
Тепер частина ґанку була розширена. А незабаром одну з печер, прилеглих до церкви, перетворили в бокову каплицю, де розмістили статую Сан-Мільян.
Північна стіна церкви була відновлена зі змінами після обвалу в 1595 році зі змінами.

## Архітектурний опис
Зараз монастир Сан-Мільян-де-Юсо — це двоповерхова будівля, збудована за принципом зірково-ребристого склепіння. У західній частині розташовані величні палати монарха. Величність споруди досягається шляхом тонкого барокового порталу.
Високий хор у східному кінці монастиря відокремлений від нефа двома ґратами з кованого заліза — шедевра у стилі бароко Франсіско Бісу (Francisco de Bisou, 1767). У східній частині приміщення можемо натрапити на ризницю XVI століття, що є однією з найкрасивіших у Європі.
По-справжньому неповторна бібліотека монастиря, якою він славиться й досі, розташована на верхньому поверсі.
У південній частині розміщена строга трапезна.
Тільки пройшовши через монументальні ворота й оминувши просторе подвір'я, ви зможете потрапити до входу у славнозвісний Сан-Мільян-де-Юсо, щоб вкотре переконатися у його величі та неповторності.